# GRB 221009A
GRB 221009A也稱為Swift J1913.1+1946，是由尼爾·格雷爾斯·史威福天文台天文台和費米伽馬射線太空望遠鏡於2022年10月9日聯合發現的一次異常明亮和持久的伽馬射線暴（GRB）。伽馬射線爆發大約有7分鐘長，但在初始檢測後仍可檢測超過10小時，並且其中有幾個小時的可見光亮度足以被業餘天文學家觀測到。儘管距離地球超過20億光年，但它的威力仍足以影響地球的大氣層，是地球上有記錄以來產生影響力最強的伽馬射線爆發。由Konus Wind量測的GRB 221009A的峰值光度是為〜 2.1 × 1047 J/s，由費米-GBM的光度在1.024秒的時間間隔〜1.0 × 1047 J/s。像221009A這樣充滿能量和接近地球的爆發被認為是10萬年一遇的事件。這是有記錄以來最亮、能量最高的伽馬射線爆發，被認為是「船」，或有史以來最亮的一次。

## 鑒定
GRB 221009A來自人馬座，估計發生在19億年前，然而，在前往地球的過程中，由於宇宙膨脹，它的來源現在距離地球24億光年。這次爆發的高强度輻射在電磁頻譜上，從無線電發射到伽馬射線，跨越了15個數量級。無論最初爆發的過程是什麼，無線電訊號的傳播都可能持續數年。這種寬帶發射為詳細研究通常轉瞬即逝的伽馬射線暴提供了難得的機會。  

## 圖集

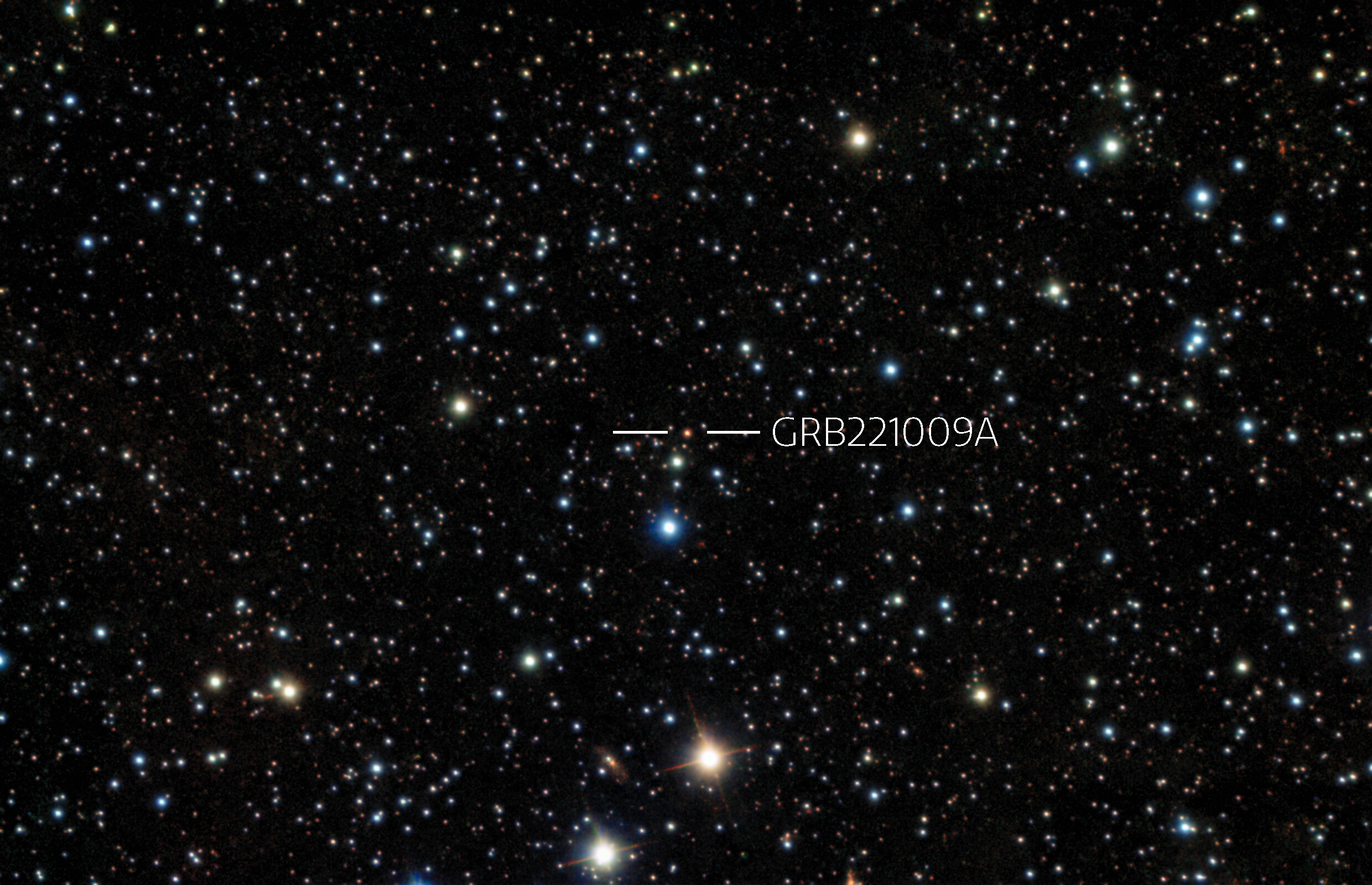
來自智利南雙子星天文台對GRB221009A進行了近同時觀測。該影像是2022年10月14日星期五上午用兩台儀器拍攝的I、J、H、K四次曝光的組合[15]。
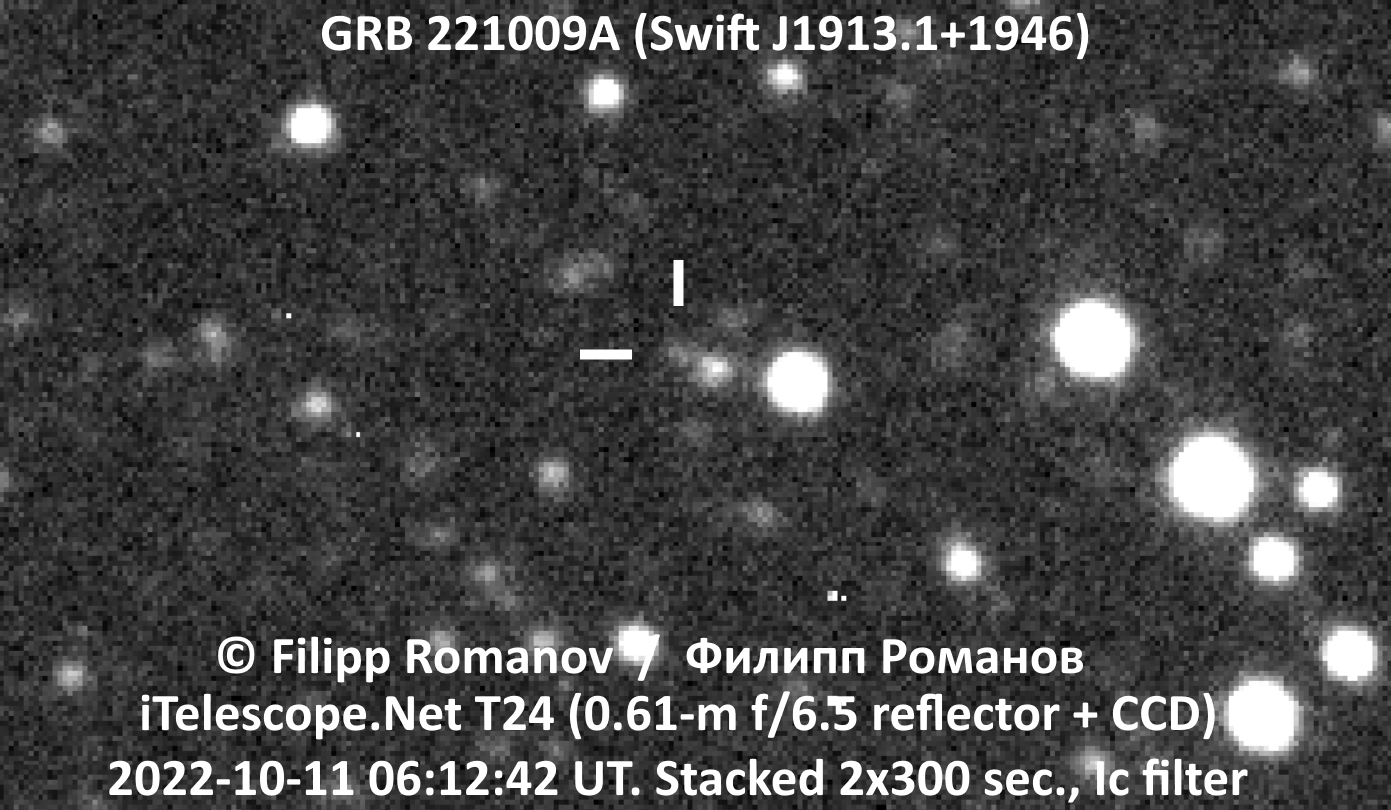
業餘天文學家利用遠程望遠鏡拍攝的GRB 221009A的光學餘輝。